# Noniuva
Noniuva es un género de foraminífero bentónico considerado un sinónimo posterior de Uvigerina de la subfamilia Uvigerininae, de la familia Uvigerinidae, de la superfamilia Buliminoidea, del suborden Buliminina y del orden Buliminida. Su especie tipo era Uvigerina peregrina. Su rango cronoestratigráfico abarcaba desde el Mioceno superior hasta el Plioceno.

## Discusión
Clasificaciones previas incluían Noniuva en el suborden Rotaliina del orden Rotaliida.

## Clasificación
Noniuva incluía a la siguiente especie:
- Noniuva peregrina †